# Taiwan Transportation Safety Board
Pour les articles homonymes, voir ASC.
Le Taiwan Transportation Safety Board (TTSB, chinois traditionnel : 國家運輸安全調查委員會 ; chinois simplifié : 国家运输安全调查委员会 ; pinyin : Guójiā Yùnshū Ānquán Diàochá Wěiyuánhuì) est l'organisme taïwanais permanent chargé des enquêtes sur les accidents aériens, maritimes, et ferroviaires à Taïwan (République de Chine). L'ASC a son siège à Xindian, Nouveau Taipei.
Le 1er août 2019, l'agence a été renommée Taiwan Transportation Safety Board en anglais.

## Histoire
L'Aviation Safety Committee, rebaptisé plus tard Aviation Safety Council (ASC, 飛航安全調查委員會 / 飞航安全调查委员会, Fēiháng Ānquán Wěiyuánhuì, "Conseil de la sécurité des transports aériens"), a été créé le 25 mai 1998 en tant qu'organisme indépendant. Il a été placé sous l'administration de Yuan exécutif en mai 2001 jusqu'au 20 mai 2012, après quoi il est redevenu un organisme indépendant. Le 1er août 2019, l'agence a été renommée National Transportation Safety Council en chinois, et Taiwan Transportation Safety Board en anglais. Elle s'est également élargi pour couvrir les principaux incidents routiers et ferroviaires ainsi que la sécurité aérienne .

## Identité visuelle

Évolution du logo
Logo de l'Aviation Safety Council.
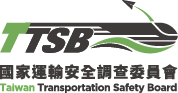
Logo du Taiwan Transportation Safety Board.